# Droga krajowa B494 (Niemcy)
Droga krajowa 494 (niem. Bundesstraße 494) – niemiecka droga krajowa przebiegająca na osi północny wschód - południowy zachód i jest połączeniem drogi B65 w Berkum koło Peine i drogi B1 w Hildesheim w Dolnej Saksonii.
Droga, jest oznakowana jako B494 od początku lat 70. XX w.